# Gioconda desnuda
La Gioconda desnuda o Mona Lisa desnuda, también conocida como Monna Vanna, es un dibujo a carboncillo con reflejos blancos sobre papel doblemente encolado de 72 x 56 cm, conservado en el Museo Condé de Chantilly. El dibujo representa a una mujer con el torso desnudo casi en idéntica posición que La Gioconda o Mona Lisa de Leonardo da Vinci. Existen una veintena de versiones pictóricas que datan del siglo XVI, incluida una de Salai, alumno de Leonardo.

## Historia
La atribución del dibujo al taller de Leonardo da Vinci tiene su origen en el testimonio de Antonio de Beatis, secretario del cardenal Luis de Aragón. Según su testimonio, el pintor, durante una visita al castillo de Clos Lucé el 10 de octubre de 1517, regaló al prelado napolitano un cuadro que representaba «a cierta dama florentina realizada del natural y por encargo del magnífico difunto Juliano de Medici». Esta obra se remontaría por tanto a los años 1513-1516, cuando Leonardo trabajaba al servicio de Juliano en Roma. El dibujo estaría pues inspirado en este cuadro hoy desaparecido. Algún tiempo después, la misma pintura puede haber inspirado La Fornarina de Rafael. Esta hipótesis puede ser cuestionada porque el cuadro citado por Antonio de Beatis podría ser más bien la Mona Lisa original.

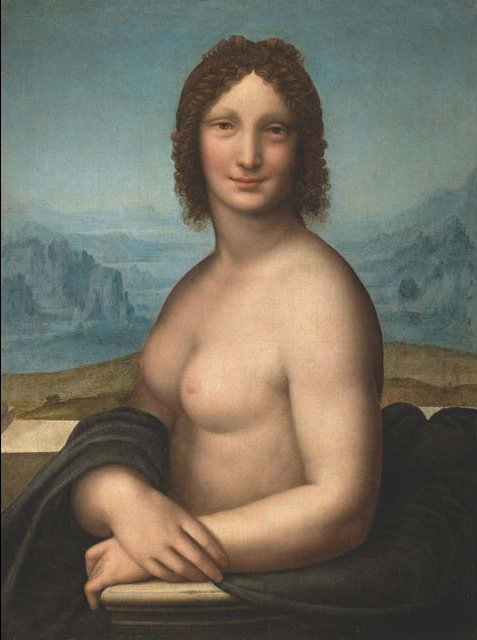
La copia atribuida a Salai, denominada Monna Vanna.

La segunda fuente, más fiable, para la atribución del dibujo al taller de Leonardo proviene de su alumno Gian Giacomo Caprotti, Salai: en el inventario posterior a su muerte, fechado el 21 de abril de 1525, se menciona la representación de una Mona Lisa semidesnuda. El valor estimado de esta pintura al óleo es tan significativo que antaño se pensó que la obra era un original de Leonardo. Sin embargo, las obras del maestro que pertenecían a su alumno probablemente ya habían sido adquiridas por el rey Francisco I de Francia en 1518, cuando el ducado de Milán estaba bajo control francés. Además, no se conoce ningún catálogo preciso de las obras adquiridas por el rey y ningún inventario real menciona una Mona Lisa desnuda.

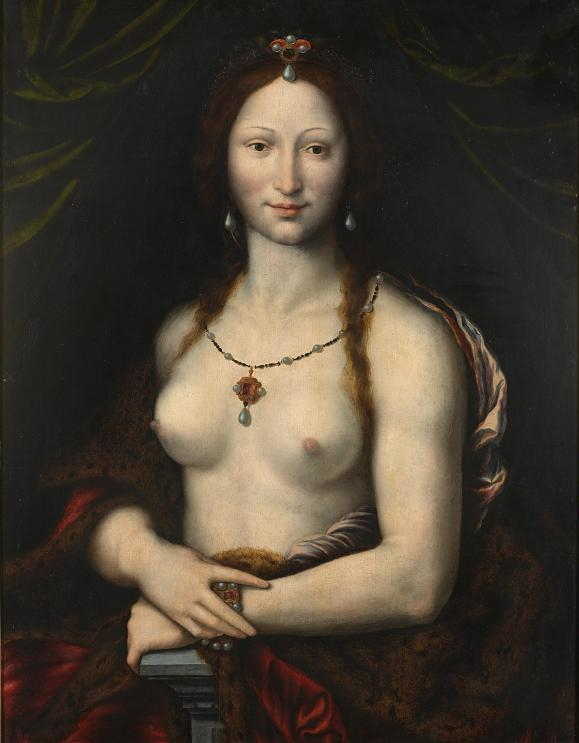
La copia de Joos van Cleve.

Se piensa que en su lugar hubo obras inspiradas, como el retrato realizado por Joos van Cleve o la Dama bañándose de François Clouet. Este gran número de copias y variantes contemporáneas, que demuestran el éxito de la obra, podrían derivar de un original de Leonardo del que el dibujo sería una copia.
En 1862, la obra fue comprada por Enrique de Orleans, duque de Aumale, por una suma de 7.000 francos (ya elevada para la época) al señor Thibaud, que la había comprado en Roma unos quince años antes. El duque creyó haber comprado un dibujo original de Leonardo da Vinci, pues lo consideró un dibujo preparatorio para un cuadro hoy conservado en el Museo del Hermitage, que entonces también se consideraba obra del maestro. El dibujo fue legado al Instituto de Francia, que en 1897 abrió el Museo Condé en el interior del castillo de Chantilly. Desde finales del siglo XIX, los historiadores del arte creían que el dibujo no es de mano de Leonardo, sino una copia.

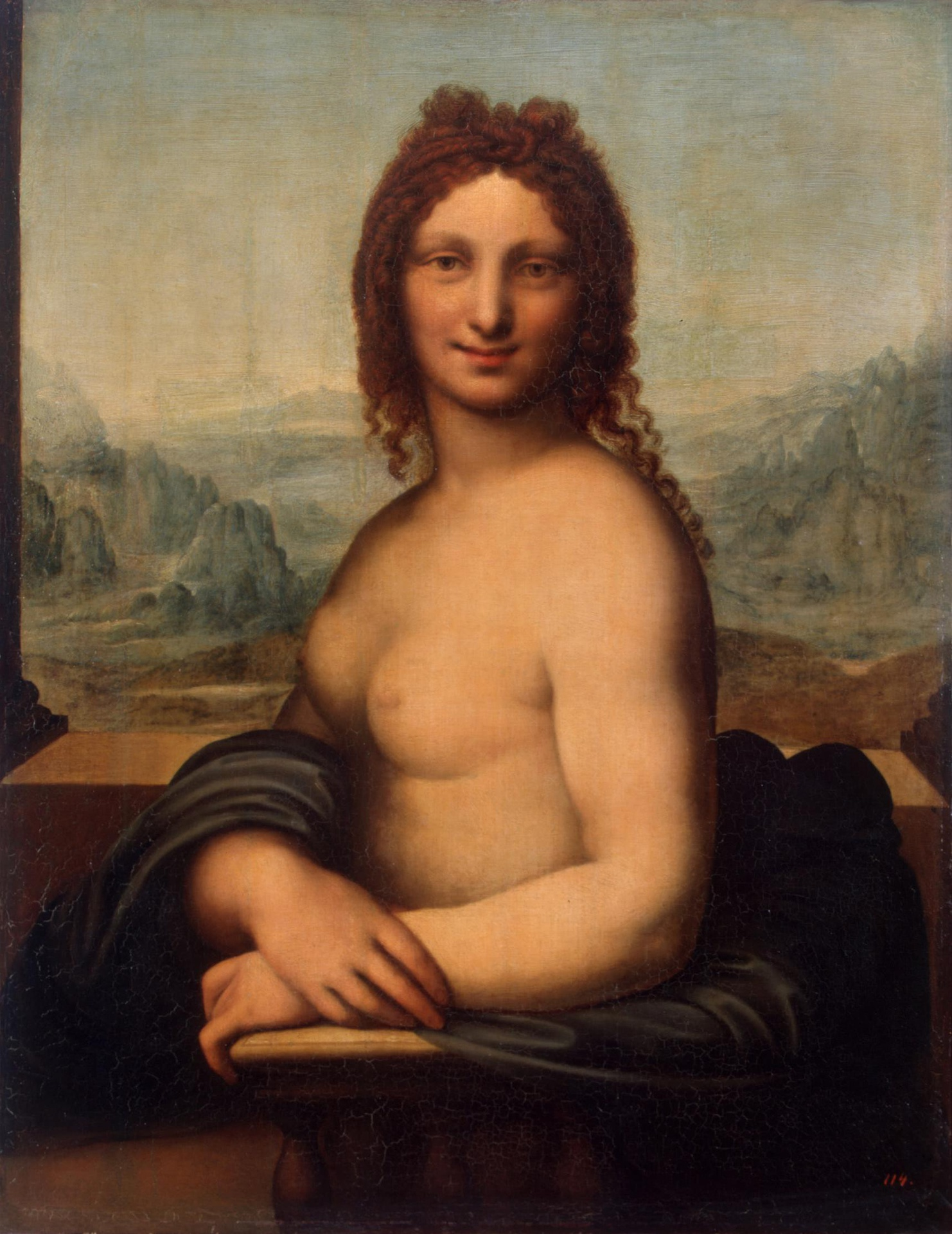
Mujer desnuda del Museo del Hermitage.

## Estudios
Para desentrañar el misterio de la atribución, el dibujo fue analizado de septiembre de 2017 a 2019 en el Centro de Investigación y Restauración de Museos de Francia, donde fue sometido a análisis exhaustivos mediante reflectografía infrarroja, luz rasante, radiografía y fluorescencia de rayos X. Según los hallazgos de algunos expertos del Louvre, se trata de una obra excepcionalmente fina de un maestro zurdo, por lo que el propio Leonardo podría haber participado en el dibujo. 

## Descripción
La obra representa a una mujer desnuda, con rasgos andróginos  y el cabello recogido, que mira frontalmente al espectador mientras sonríe. El dibujo tiene grandes similitudes con la Mona Lisa, como los rasgos faciales, la pose de tres cuartos y los brazos cruzados. Las dimensiones son aproximadamente las de la tabla original. Hay arrepentimientos en los dedos índice y medio de la mano derecha  y la técnica del sfumato leonardesco. También hay rastros de costuras utilizadas para transferir un diseño. De hecho, el brazo derecho bajo el paño está trazado, aunque no es visible en la pintura final. La calidad del dibujo se ve sin embargo reducida debido a algunos daños, como humedad y huellas de desgaste e intervenciones posteriores que han hecho que el fondo parezca grisáceo. Los rasgos están mucho más idealizados que los de la Mona Lisa, y el peinado clasicista lo enfatiza.

## Réplicas y copias

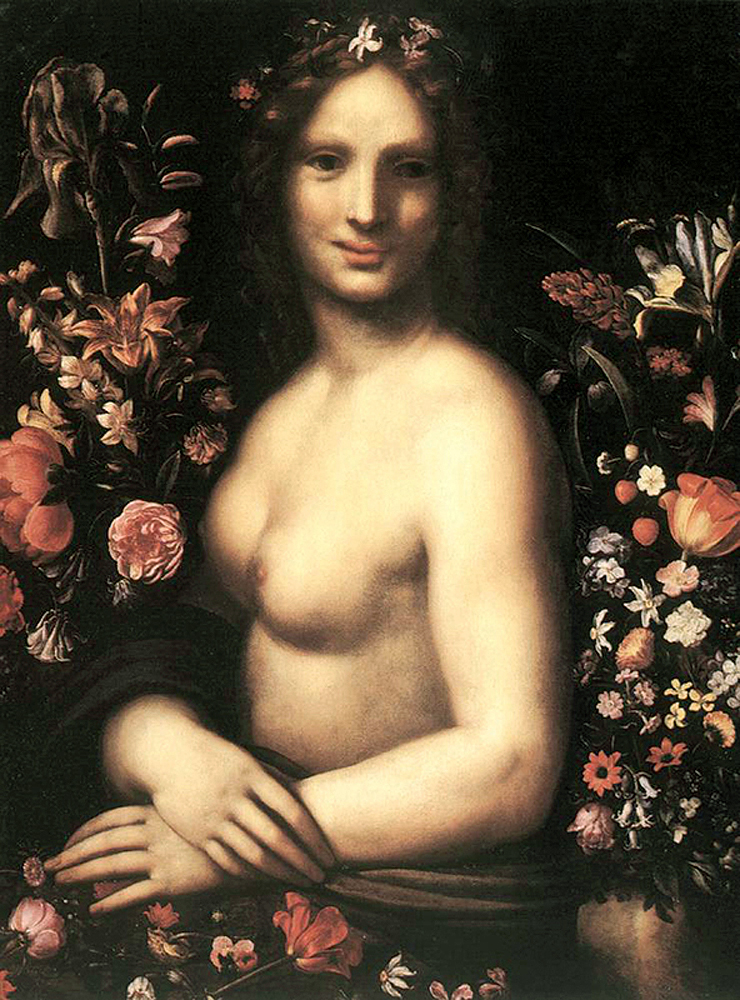
La Flora de Carlo Antonio Procaccini.

Existen unas veinte versiones de la obra, todas ellas datadas del siglo XVI. Estas copias se pueden dividir en dos categorías: en las obras del primer grupo la figura está representada con un busto de tres cuartos, mientras que en las del segundo el busto es más frontal. Esta última categoría es la más extendida en los ejemplares franceses y nórdicos. Entre las copias más famosas se encuentra la versión de Carlo Antonio Procaccini, titulada Flora y que representa a la mujer entre dos jarrones llenos de flores.